# كايل ويلتجير
كايل ويلتجير (بالإنجليزية: Kyle Wiltjer)‏ مواليد 20 أكتوبر 1992 في بورتلاند، هو لاعب كرة سلة أمريكي. بدأ مسيرته الاحترافية في سنة 2016. يلعب في دوري الرابطة الوطنية لفئة التطوير. يحمل الرقم 18. يبلغ طوله 6 قدم 10 بوصة (2.1 م). حقق المركز الثاني في دورة الألعاب الأمريكية 2015.

## الميداليات
| الميدالية | المسابقة                    |
| --------- | --------------------------- |
| فضية      | دورة الألعاب الأمريكية 2015 |

## روابط خارجية
- كايل ويلتجير على موقع الاتحاد الدولي لكرة السلة (الإنجليزية)
- كايل ويلتجير على موقع إن بي أي (الإنجليزية)
- كايل ويلتجير على موقع سبورتس رفرنس (الإنجليزية)
- كايل ويلتجير على موقع الدوري الإسباني لكرة السلة (الإسبانية)
- كايل ويلتجير على موقع كرة السلة الأوروبية.كوم (الإنجليزية)
- كايل ويلتجير على موقع DraftExpress.com (الإنجليزية)
- كايل ويلتجير على موقع كلية كرة السلة في سبورتس رفرنس.كوم (الإنجليزية)
- كايل ويلتجير على موقع ريلجم (الإنجليزية)
- كايل ويلتجير على موقع بروبوليرز (الإنجليزية)
- كايل ويلتجير على موقع سبورتس رفرنس (الإنجليزية)